# Heliconius parvimaculata
Heliconius parvimaculata är en fjärilsart som beskrevs av Riffarth 1900. Heliconius parvimaculata ingår i släktet Heliconius och familjen praktfjärilar. Inga underarter finns listade i Catalogue of Life.